# Service de police de la ville de Montréal
Der Service de police de la ville de Montréal (SPVM) ist der Polizeidienst der kanadischen Stadt Montreal. Mit rund 4400 Polizeibeamten und 1600 zivilen Angestellten ist der SPVM die zweitgrößte städtische Polizei Kanadas nach dem Toronto Police Service sowie die zweitgrößte Polizeibehörde der Provinz Québec nach der Sûreté du Québec. Der SPVM ist mit der Aufrechterhaltung von Recht und Ordnung und den Kriminalermittlungen in Montreal und 15 weiteren Gemeinden in der Verwaltungsregion Montreal betraut.

## Geschichte
1663 patrouillierten in Ville-Marie erstmals Wachtmeister, in der Regel handelte es sich dabei um Soldaten, gelegentlich auch um Zivilisten. Am 15. März 1843 erfolgte die formelle Gründung des Département de police de Montréal mit 51 nichtuniformierten Polizisten. Uniformen wurden 1848 eingeführt und 1853 erhielten die Polizeibeamten das Recht, bei der Ausübung ihres Dienstes Feuerwaffen zu tragen.
Das Wachstum der Stadt zog eine Vergrößerung und Spezialisierung der Polizei mit sich. Zu Beginn des 20. Jahrhunderts zählte die Polizei 467 Beamte. Diese Zahl blieb die folgenden drei Jahrzehnte relativ stabil. Die rasch ansteigende Kriminalität aufgrund der Weltwirtschaftskrise hatte in den 1930er Jahren eine Verdreifachung des Bestands zur Folge. 1957 stand das erste mobile Labor zur Verfügung, 1992 wurde das städtische Polizeimuseum eröffnet.